# Pigeon Ravine Cemetery
Pigeon Ravine Cemetery is een Britse militaire begraafplaats met gesneuvelden uit de Eerste Wereldoorlog, gelegen in de Franse gemeente Epehy, (departement Somme). De begraafplaats werd ontworpen door William Cowlishaw en ligt langs de weg van Épehy naar Honnecourt-sur-Escaut op 2.760 m ten noordoosten van het centrum van Épehy (Église Saint-Nicolas). Ze heeft een nagenoeg rechthoekig grondplan met een oppervlakte van 514 m² en wordt omsloten door een natuurstenen muur. Het terrein ligt op een lager niveau dan de straat en is bereikbaar via een trap met een veertiental treden en een pad van 45 m. Het Cross of Sacrifice staat direct na de toegang in een vierhoekige uitsprong van de ommuring. Achteraan staat een schuilgebouwtje met een zitbank aan de ene kant en een gesloten dienstruimte aan de andere kant.
Er liggen 135 Britten begraven waaronder 14 niet geïdentificeerde.
De begraafplaats wordt onderhouden door de Commonwealth War Graves Commission.
Op het grondgebied van de gemeente liggen ook nog de Britse militaire begraafplaatsen Domino British Cemetery, Epehy Communal Cemetery en Epehy Wood Farm Cemetery.

## Geschiedenis
Épehy werd begin april 1917 door de Britse troepen veroverd maar op 22 maart 1918 tijdens het Duitse lenteoffensief terug uit handen gegeven. Op 18 september daaropvolgend werd het dorp tijdens de Slag bij Épehy door de 12th (Eastern) Division heroverd. Pigeon Ravine Cemetery ligt aan de zuidkant van een ondiepe oost-west lopende vallei die op 1 december 1917 door de 2nd Lancers werd bestormd en afgesloten. De begraafplaats werd begin oktober 1918 door de 33rd Division Burial Officer (dit is de officier die verantwoordelijk was voor de registratie en begraving van de gesneuvelden) ingericht.
Voor twee slachtoffers werden Special Memorials opgericht omdat hun lichamen niet meer gelokaliseerd konden worden en men neemt aan dat ze onder naamloze grafzerken liggen.

## Graven

### Onderscheiden militairen
- Robert Kenneth Wright, kapitein bij het Bedfordshire Regiment werd onderscheiden met het Military Cross (MC).
- de korporaals F. Rowe en George Fryer Tonks en de soldaten W.A. Boulter en W.J. Brooks, alle vier bij het Worcestershire Regiment en sergeant J. Ridgley van het London Regiment (Finsbury Rifles) werden onderscheiden met de Military Medal (MM).

### Alias
- soldaat Louis Doffman diende onder het alias Louis Mountford bij het Worcestershire Regiment.